# 扎布日亞 (舍普季茨基區)
50°29′7″N 24°15′46″E / 50.48528°N 24.26278°E
扎布日亚（烏克蘭語：Забужжя），是烏克蘭西部的村莊，隸屬利維夫州舍普季茨基區的索卡利市镇。該村面積1.27平方公里，海拔高度187米，2001年人口1,366，人口密度每平方公里1,075.59人。